# Port de Newcastle
Le port de Newcastle est un port de commerce située en Nouvelle-Galles du Sud, au sud-est de l'Australie.
C'est un port spécialisé dans l'exportation du charbon extrait à l'intérieur des terres, ce qui fait de lui un des principaux ports d'Australie en termes de volume.

## Histoire

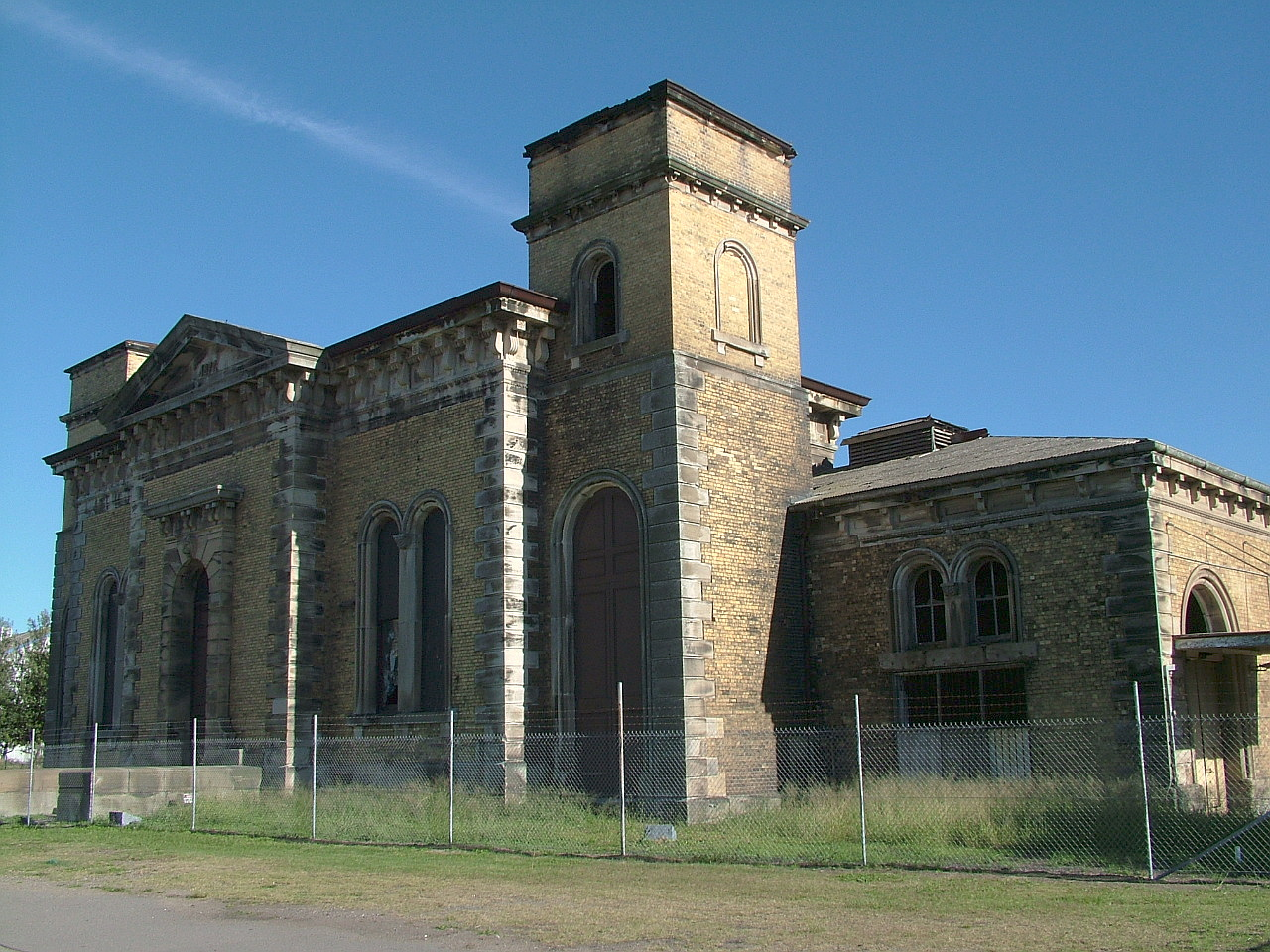
La Carrington's Hydraulic Power Station, qui fournissait l'énergie hydraulique pour les grues du port à la fin du XIXe siècle.

L'activité du port démarre dès 1799, juste après le début de la colonisation de l'Australie par les Britanniques, avec l'exportation de 50 tonnes de charbon vers le Bengale, via Sydney par le navire Hunter. Le port se développe durant le XIXe siècle le long de la rive droite de la Hunter jusqu'à Dyke Point (pointe de la confluence de la Throsby Creek dans la Hunter), essentiellement tourné vers le chargement des collier (navires charbonniers). Le choix même du nom de la ville en 1804 a un rapport direct avec l'activité portuaire, car c'est une référence directe au port de Newcastle upon Tyne, port anglais célèbre au XIXe siècle pour l'exportation du charbon vers Londres (par cabotage). 

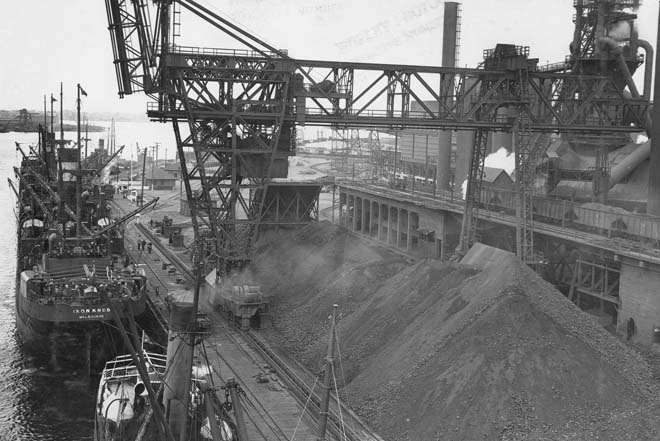
Photo ancienne du quai de déchargement à proximité des hauts-fourneaux (aujourd'hui démontés).

En 1915, la société BHP (Broken Hill Proprietary) inaugure les Newcastle Steelworks (aciéries de Newcastle), installées en amont du port sur le site de Brownfield (dans le quartier actuel de Mayfield (en), à l'époque partie de la municipalité de Waratah, d'où le nom de Port Waratah). La Seconde Guerre mondiale entraine le développement de l'industrie lourde avec notamment l'ouverture en 1942 du State Dockyard (en) à Dykes Point, lançant des navires pour la Royal Australian Navy et l'US Navy. En 1951, l'autorité portuaire lance le chantier de réunion de trois îles sur la rive gauche au nord de la ville pour former le vaste terre-plein de l'île Kooragang (en). En 1957, le chantier de construction navale Carrington Slipways ouvre ses portes à Carrington ; le chantier déménage en 1972 à Tomago plus en amont pour avoir plus de place et change de nom à la suite du rachat par Forgacs Group (Forgacs Shipyard Tomago).
À partir des années 1970, le port se modernise avec de nouveaux équipements, notamment le terminal charbonnier de Port Waratah (Carrington Coal terminal) depuis 1976 et celui sur l'île de Kooragang (Kooragang Coal terminal) depuis 1984 pour s'adapter au développement du transport maritime. Le port se diversifie avec un terminal céréalier ainsi qu'un terminal pour importer l'alumine nécessaire aux deux usines d'aluminium implantées à proximité : Hydro Aluminium depuis 1969 à Kurri Kurri (en) (fermée en 2012, dépendant de la ville de Cessnock, à 30 km au nord-ouest) et Tomago Aluminium depuis 1983 à Tomago (en) (une banlieue à 13 km au nord, dépendant de Port Stephens).
Le State Dockyard ferme en 1987. En 1995, l'autorité portuaire est confiée par l'État à la Newcastle Port Corporation. En 1999, les aciéries BHP ferment, libérant de vastes espaces désormais en friche. Au début du XXIe siècle, le port poursuit son développement, avec l'agrandissement des terminaux et notamment la construction d'un nouveau terminal charbonnier.

## Avant et arrière-pays

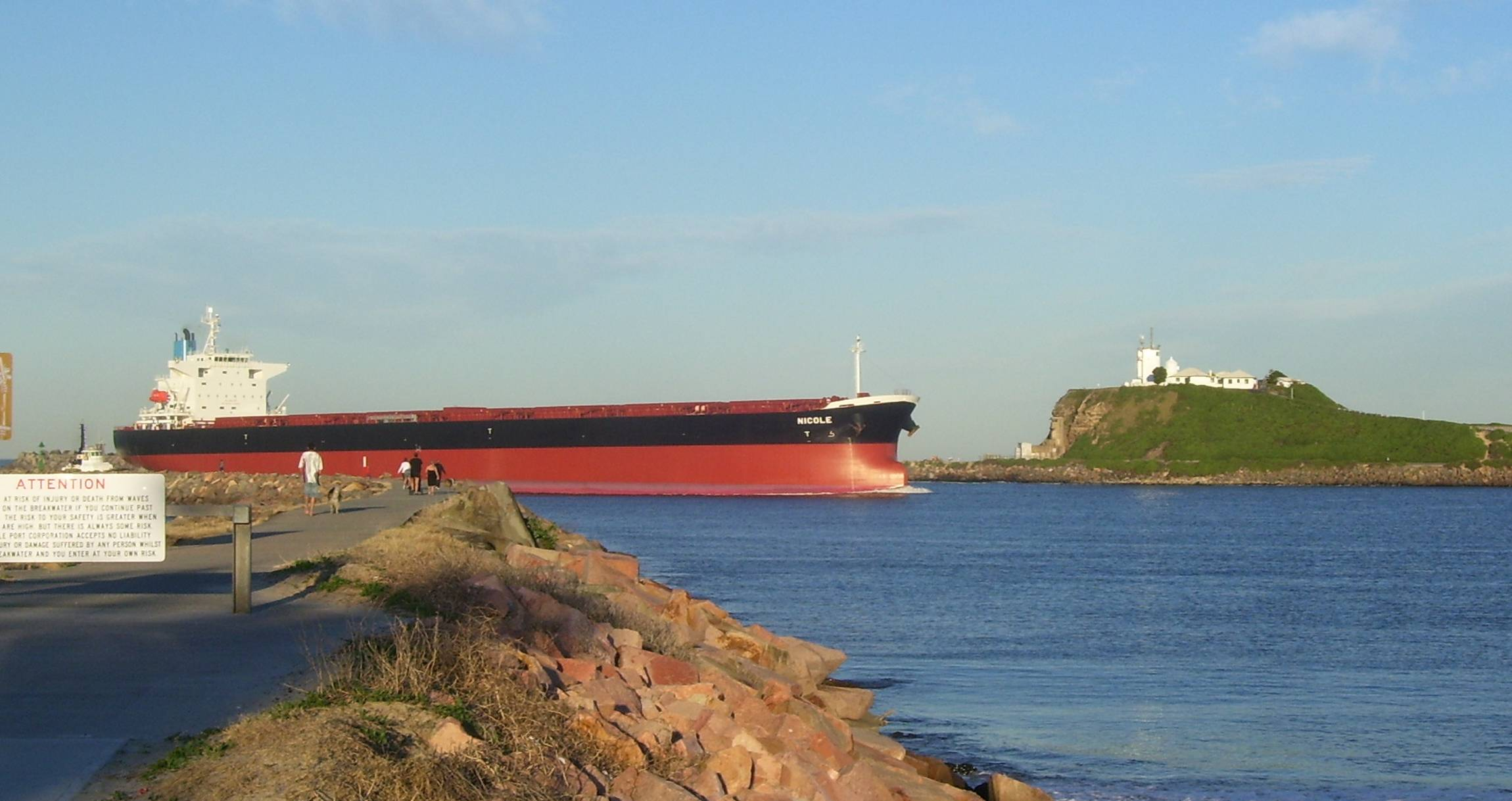
Entrée dans le port de Newcastle d'un vraquier à vide (le Nicole, de 225 mètres de long).

Comme tout port, celui de Newcastle sert d'interface entre un arrière-pays (Hinterland en allemand) et un avant-pays (Foreland).

### Arrière-pays
Newcastle se trouve sur la côte orientale de l'Australie, à l'embouchure de la Hunter dans l'océan Pacifique. La production des 35 mines de charbon à ciel ouvert de toute la vallée de l'Hunter arrive au port par voie de chemin de fer (Hunter Valley Coal Chain (en)).

### Avant-pays
Un peu plus de 1 000 navires charbonniers viennent faire le plein chaque année dans les terminaux du port de Newcastle. Ils exportent le charbon australien vers les pays d'Asie de l'Est (Chine, Japon, Taïwan et Corée du Sud) pour qu'il y soit brûlé essentiellement dans des centrales thermiques pour produire de l'électricité. Les infrastructures du port sont tellement saturées que les navires doivent patienter au large pendant plusieurs jours, voire plusieurs semaines lors du pic de demande en 2007.

## Infrastructures

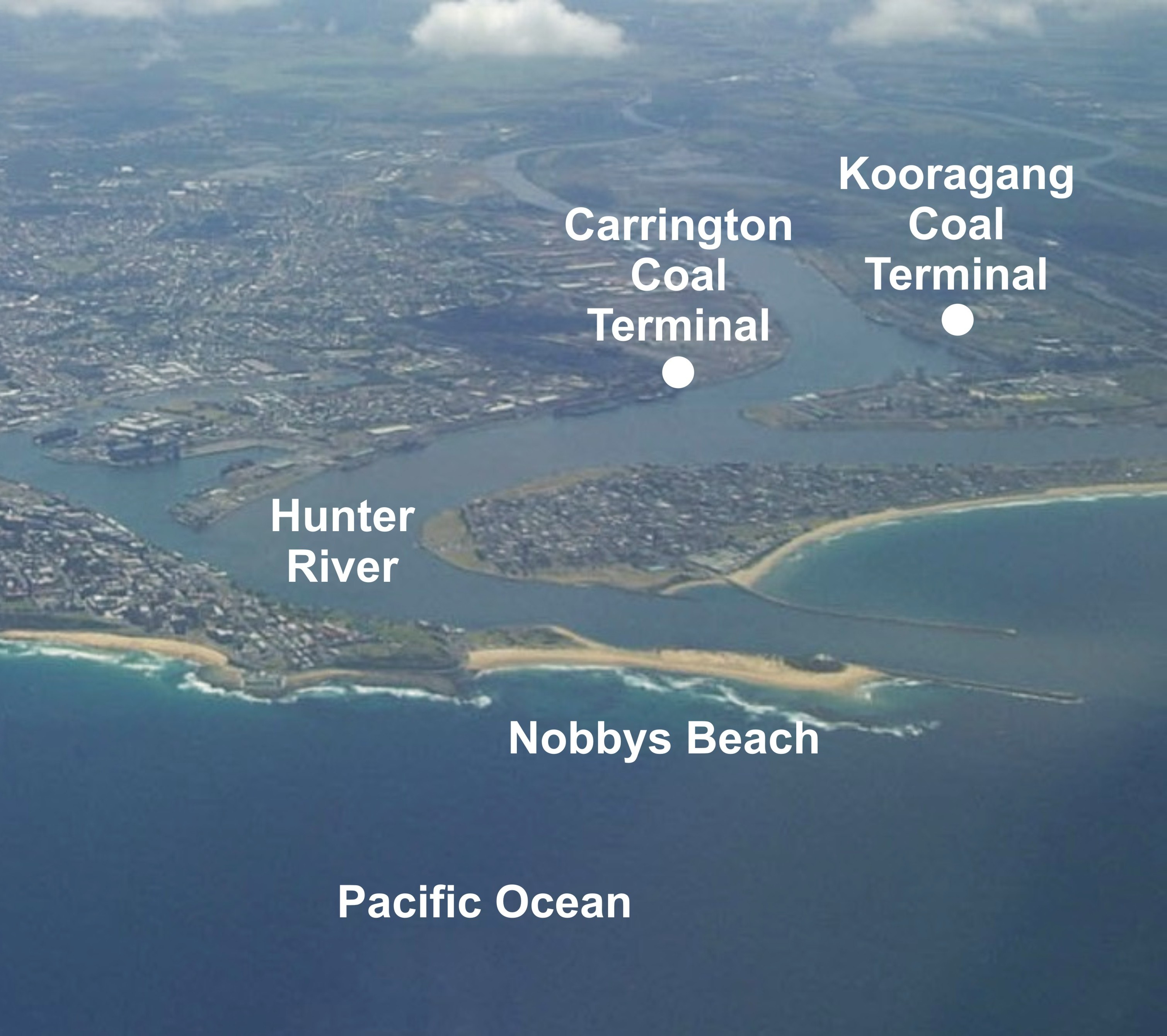
Vue aérienne de l'embouchure de la Hunter et du port de Newcastle.

Le trafic total est de 129,28 millions de tonnes en 2011, ce qui fait de Newcastle le 27e ports mondial en termes de volume ; le charbon représente 94 % de ce total. Les volumes augmentent chaque année : 103 millions de tonnes en 2009 (97 millions rien que pour le charbon), 114 en 2010 (108 pour le charbon) et 129 en 2011 (121 pour le charbon).
Les bassins et quais sont gérés par la Newcastle Port Corporation (en). Les principales installations du port de Newcastle sont des terminaux charbonniers.

### Terminaux charbonniers

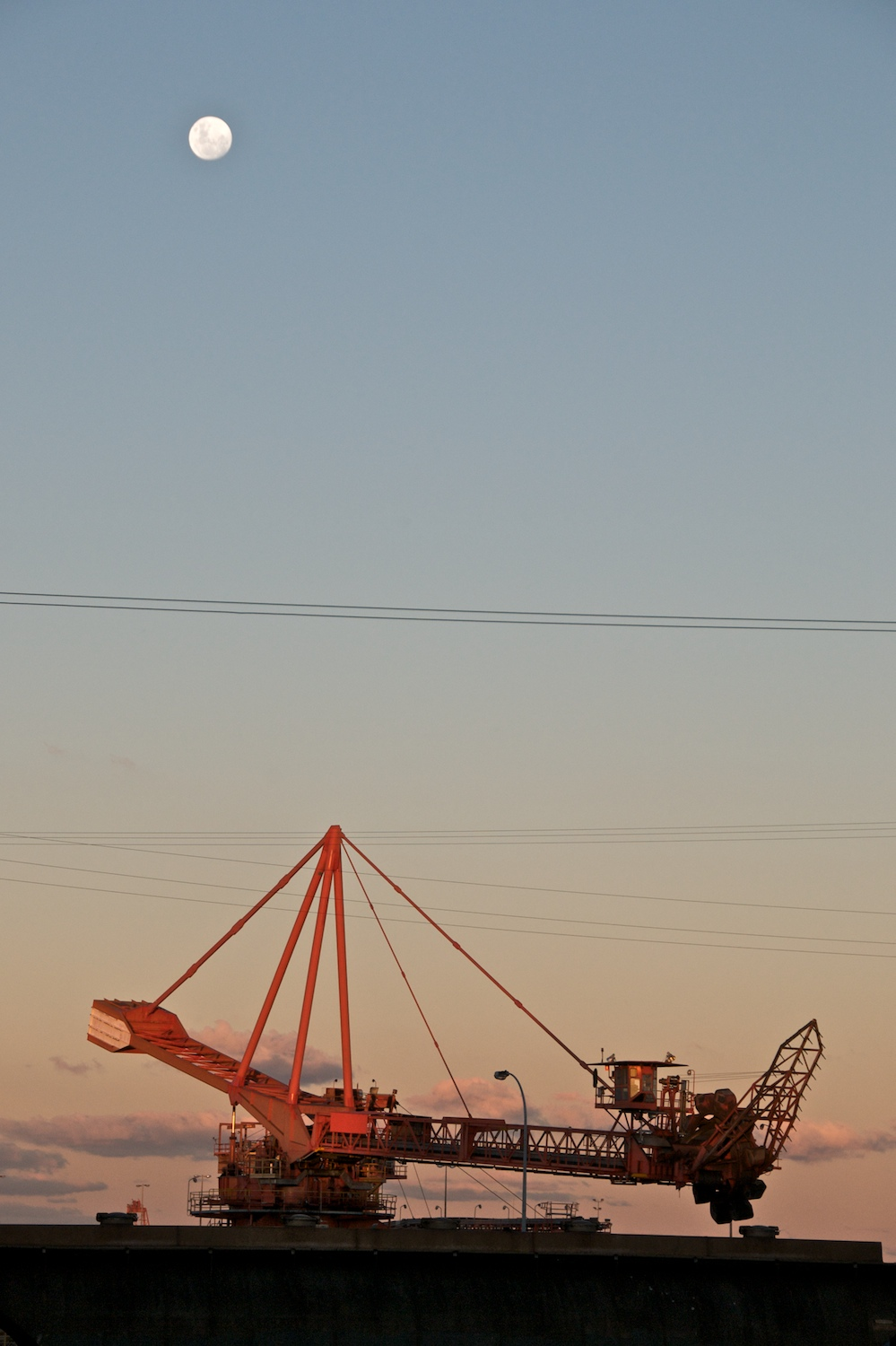
Portique de chargement du charbon (coal loader) dans un des terminaux de Newcastle.

Le terminal de Carrington (Carrington Coal Terminal) se trouve sur la rive droite de la Hunter. Ce terminal est géré par la Port Waratah Coal Services (PWCS) avec une capacité maximale d'exportation annuelle de 25 millions de tonnes. Le dépôt d'une surface de 51 hectares, composé de quatre rangées de 40 mètres de large sur 1 000 de long, a une capacité maximale de 750 000 tonnes. Le terminal accueille au maximum deux vraquiers de taille panamax (maximum 275 m de long, 47 de large et 180 000 dwt).
Le terminal de Kooragang (Kooragang Coal Terminal) se trouve sur la rive gauche de la Hunter, sur l'île de Kooragang ; il est géré par la Port Waratah Coal Services (PWCS) avec une capacité maximale d'exportation annuelle de 113 millions de tonnes. Le dépôt d'une surface de 265 hectares, composé de quatre rangées de 56 mètres de large sur 2 500 de long, a une capacité maximale de 4,2 millions de tonnes. Le terminal peut accueillir quatre vraquiers de taille capesize (maximum 300 m de long, 50 de large et 210 000 dwt).
Un nouveau terminal (NCIG Coal export terminal) sur l'île de Kooragang est en construction depuis 2010, propriété de la Newcastle Coal Infrastructure Group (NCIG). Un projet d'extension est à l'étude (Project T4) par PWCS sur la partie occidentale de l'île.

### Autres terminaux

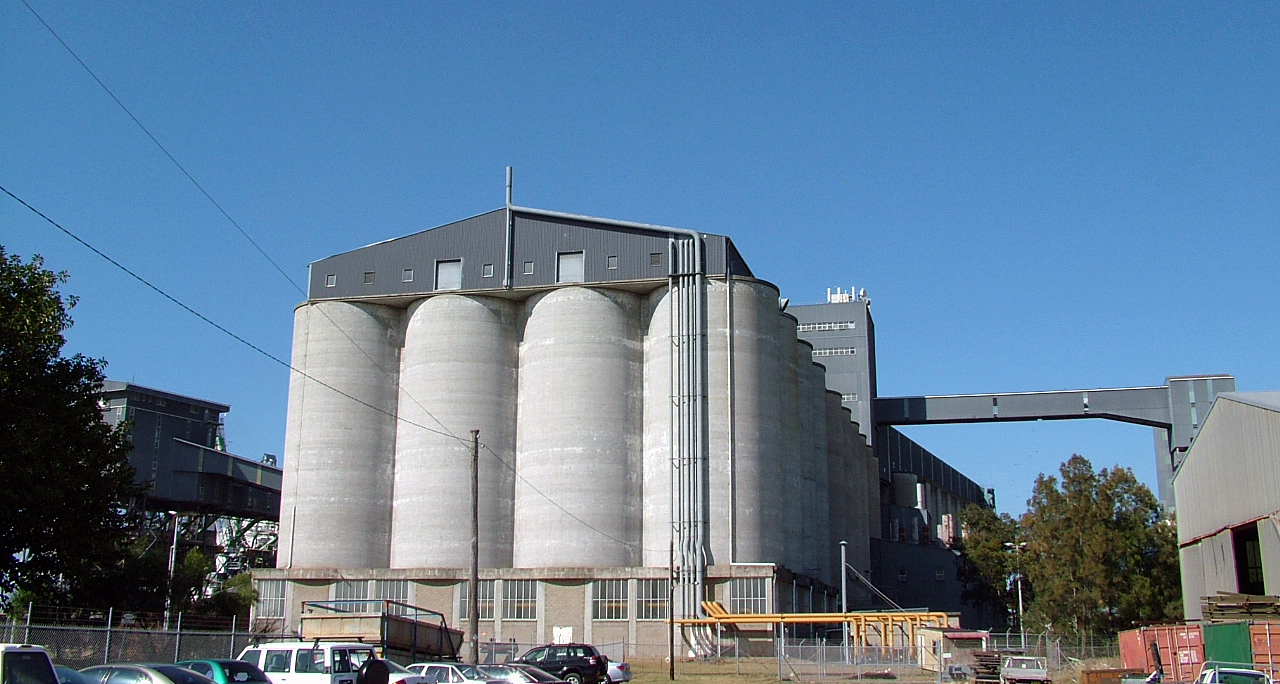
Silos de céréales à l'extrémité sud de Carrington.

Après le charbon, les deux autres principales denrées transitant par le port de Newcastle sont les céréales et l'alumine. S'y rajoute le ciment de la cimenterie Blue Circle Industries, des produits pétroliers liquides, des plaquettes forestières, des engrais, du coke de pétrole, du minerai concentré et de l'acier.
Si quelques installations sont toujours actives à Carrington (notamment des silos de céréales) et à Mayfield (pour le cuivre, le plomb et le zinc nécessaires aux entreprises métallurgiques), la majorité des nouveaux terminaux se situent au sud de l'île de Kooragang :
- Kooragang Bulk Facilities (alumine et coke de pétrole) ;
- Australian Cement Newcastle Terminal (ciment) ;
- Cargill Australia Newcastle Tank Terminal (huiles végétales et suif) ;
- Graincorp Ports Newcastle Terminal (blé, orge, avoine, sorgho, colza, pois chiches et graines de coton) ;
- No. 2 Kooragang Berth (engrais et phosphates).

Un petit terminal conteneur a été aménagé à Mayfield avec un quai de 265 mètres de long et un terre-plein de stockage de 10 000 m2, sous le nom Mayfield No.4 Berth.

## Questions environnementales

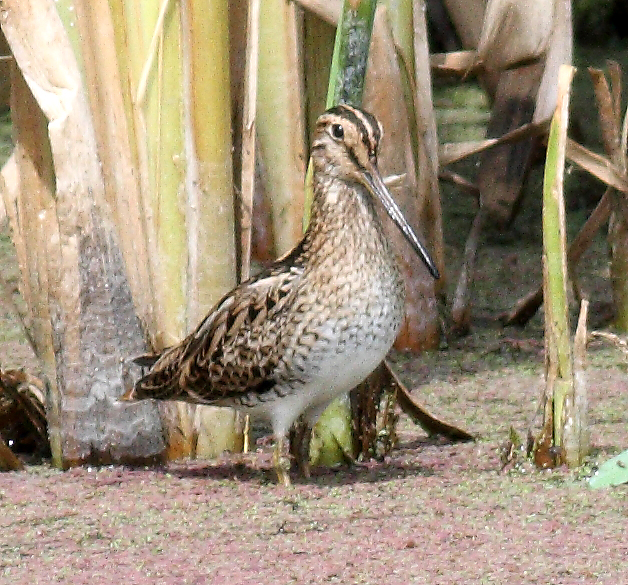
La bécassine du Japon (Latham's Snipe) migre chaque hiver en Australie.

Les installations portuaires ont artificialisé une partie de l'estuaire de la Hunter. Dans le cadre de la convention de Ramsar (Convention relative aux zones humides), la partie encore intacte, d'environ 85 km2, est désormais protégée sous le nom de Hunter Estuary Wetlands (zone humide de l'estuaire de la Hunter), couverte par de la mangrove, des vasières ou des bancs de sable. Les dépôts de charbon voisinent donc avec sarcelles, ibis, avocettes, courlis, bévasseaux et bécassines.
Par ses dimensions et surtout sa spécialité charbonnière, le port de Newcastle fait figure aux yeux des écologistes de symbole de la pollution dû à l'industrie et au transport. L'intense trafic maritime génère non seulement une pollution atmosphérique (les énormes moteurs des navires fonctionnant en brûlant d'importantes quantités de mazout), mais aussi un risque de naufrage lié aux dures tempêtes de l'océan Pacifique sud. Par exemple, en mai 1974, le vraquier vide Sygna s'échoue en pleine tempête sur la plage de Stockton (au nord du chenal d'entrée) ; comme la coque est brisée lors du choc, l'épave est abandonnée et rouille depuis juste devant la plage. En juin 2007, c'est au tour du Pasha Bulker de rater l'entrée du port lors d'une tempête et de s'échouer sur la plage de Nobbys (sud du chenal) ; le navire est finalement renfloué.

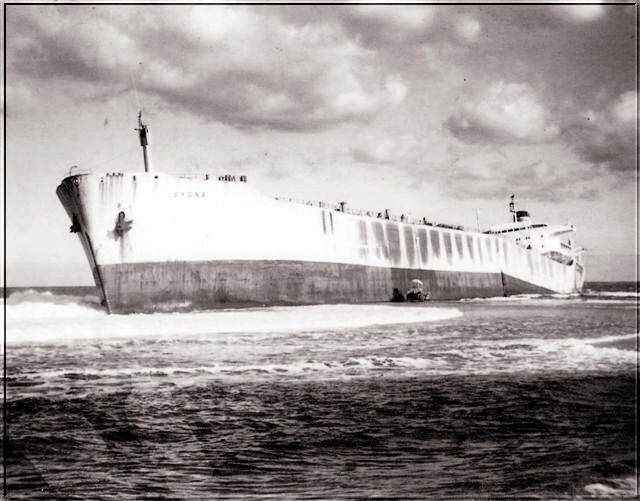
Le Sygna en 1974, la coque cassée.
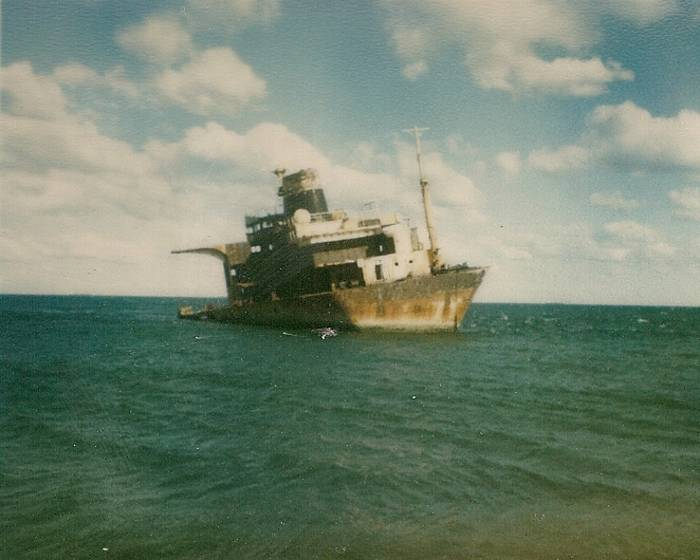
L'épave du Sygna en 1984.
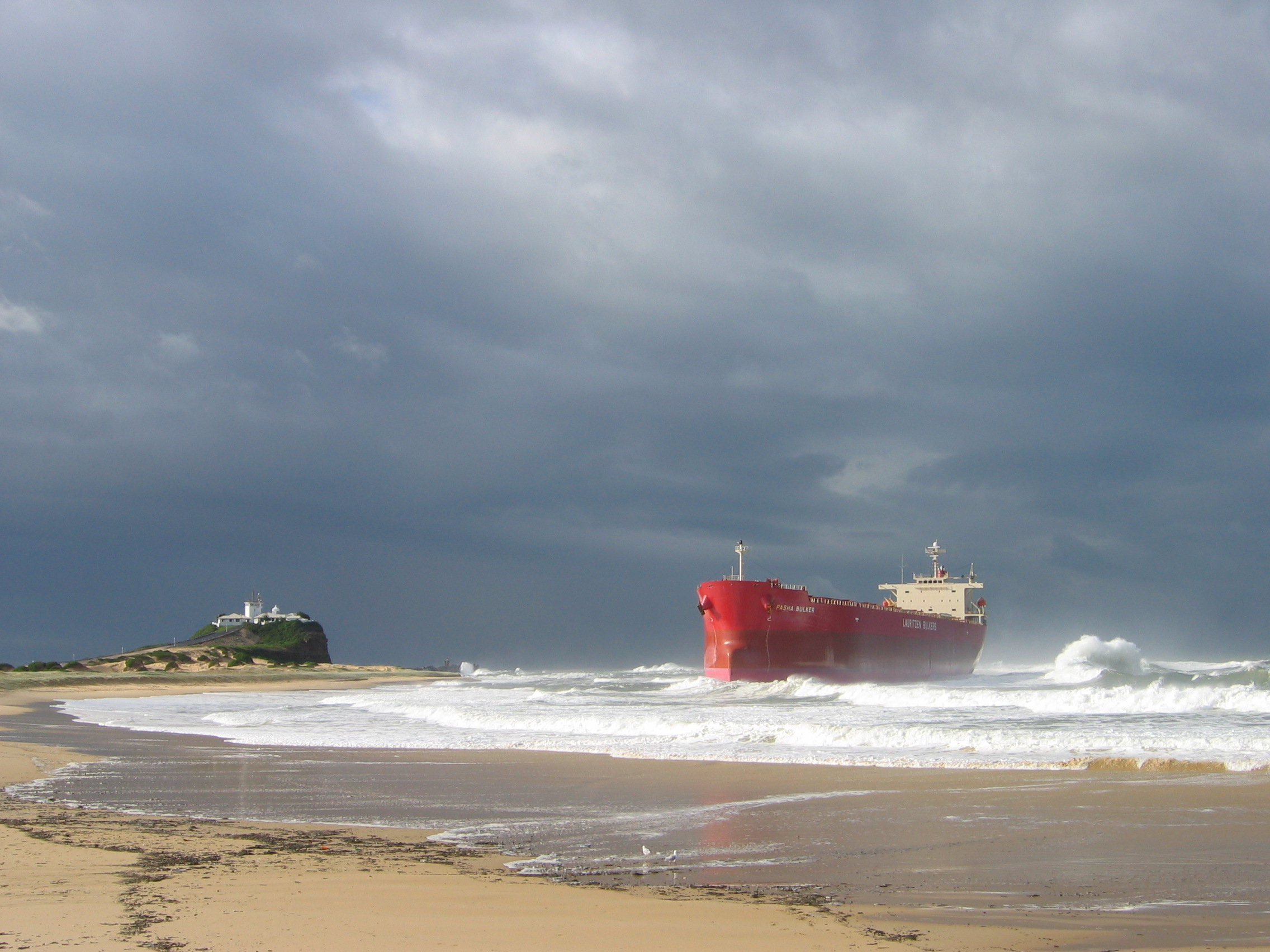
Le Pasha Bulker, échoué près de Newcastle en 2007.

En juillet 2008, plusieurs mouvements altermondialistes organisent un « camp climatique » (Camp Action Climat) sur l'île Kooragang pour alerter les médias sur le rôle de l'industrie charbonnière dans le réchauffement climatique et les dangers que fait courir la navigation à proximité de la grande barrière de corail. Les manifestants bloquent notamment pendant quelques heures les trains approvisionnant les terminaux.